# ياغي باستي
ياغي باستي (توفي عام 1344) كان أحد أفراد عائلة الجوباني وحاكم شيراز لجزء من عام 1343. كان ابن أمير جَوبان [الإنجليزية] من زوجته الثانية.

## الحياة
مثل معظم أفراد عائلة جوبان، ألقى ياغي باستي دعمه خلف ابن أخيه حسن كوجك عندما تولى الأخير السيطرة على شمال غرب إيران في عام 1338. وفي نهاية المطاف، اختلف مع حسن كوجك، فهرب إلى بلاط الجلايري حسن بزرك، الذي سيطر على بغداد، في عام 1341. هناك التقى بالإنجي مسعود شاه ووضع خطة للاستيلاء على مدينة شيراز من بير حسين، الذي كان ابن عم ياغي باستي.
قاد الاثنان جيشًا للاستيلاء على شيراز، فقط ليكتشفا أن بير حسين قد خسر المدينة أمام إنجيدي آخر، أبو إسحاق الإنجي [الإنجليزية]. ولكن هذا لم يمنع ياغي باستي ومسعود شاه من دخول شيراز؛ وبمجرد أن سيطر الاثنان، قام ياغي باستي بقتل مسعود واستولى على السلطة لنفسه. ولكن بدون حليفه الإنجيي، لم يكن لياغي باستي سوى القليل من الدعم داخل المدينة، وفي آذار 1343 أجبره أنصار أبي إسحاق على الخروج. ولم يكن أمام ياغي باستي خيار سوى اللجوء مرة أخرى إلى حسن بوزورج.
وسرعان ما شكل ياغي باستي تحالفًا مع شقيق حسن كوتشاك، مالك أشرف، الذي فر أيضًا إلى بغداد. كان حسن كوتشاك خائفًا على ما يبدو من أن يتحرك الاثنان ضده، وتمكن من إقناع حسن بوزورج بالتخلي عن أي دعم كان يخطط لتقديمه لهما. حتى بدون دعم الجلايريين، قام ياغي باستي ومالك أشرف بحملة في فارس وتمكنا من نهب أبرقوه. كانوا متجهين جنوبًا في محاولة للاستيلاء على شيراز عندما علموا أن حسن كوتشاك قُتل في كانون الأول 1343. تمكن مالك أشرف وياغي باستي وأخوه غير الشقيق سرجان من السيطرة على مملكة جوبان بعد وفاة حسن كوتشاك. ورغم أنهم اتفقوا في البداية على تقسيم أراضي جوبان فيما بينهم، إلا أن الحرب الأهلية اندلعت فيما بينهم سريعًا. حوالي عام 1344، اُغتيل ياغي باستي سرًّا في تبريز على يد مالك أشرف، الذي تمكن بعد ذلك من هزيمة سورجان والاستيلاء على ملكية مملكة جوبان.

## روابط خارجية
- موسوعة إيرانيكا - عائلة جوبان[usurped]

| سبقه أبو إسحاق الإنجي | حاكم شيراز 1343 | تبعه أبو إسحاق الإنجي |